# Jesse James
Jesse Woodson James (Condado de Clay, 5 de septiembre de 1847 - Saint Joseph, 3 de abril de 1882) fue un asesino estadounidense y el integrante más famoso de la banda de asaltantes James-Younger. Fue asesinado a traición, se convirtió en una figura legendaria del Viejo Oeste, protagonizando ya en vida innumerables novelas sublimes (dime novel) que lo igualaban a Robin Hood.
A pesar del retrato de Jesse James como la personificación de Robin Hood, que robaba a los ricos para dárselo a los pobres, no había evidencia de que él y su banda compartieran el botín de sus robos. Los eruditos e historiadores han caracterizado a Jesse James como uno de los criminales inspirados por las insurgencias de los exconfederados tras la guerra civil estadounidense, más que como una manifestación de justicia económica o de la ilegalidad del Viejo Oeste.

## Biografía

### Familia

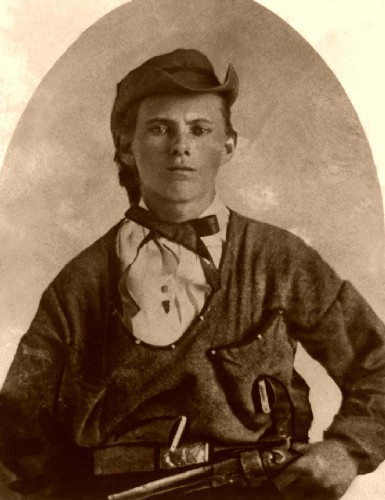
Jesse James en 1864.

Jesse James nació en el condado de Clay, Misuri, en un pueblo cercano a lo que hoy se conoce como Kearney. Tuvo dos hermanos; el mayor era Alexander Franklin James, conocido como Frank James, y una hermana menor llamada Susan Lavenia James. Su padre, Robert James, fue un comerciante de cáñamo y ministro de la Iglesia Bautista de Kentucky, que después de casarse con Zerelda James, emigró a Bradford, Misuri, y ayudó a fundar la William Jewell College Liberty.
Robert James viajó a California con la ilusión de alcanzar fortuna durante la denominada Fiebre del Oro, pero murió allí cuando Jesse tenía solo tres años de edad. Tras la muerte de Robert, su viuda volvió a casarse en dos ocasiones, la primera con Benjamin Simms en 1852 y la otra en 1855 con Dr. Reuben Samuel, con quien tuvo cuatro hijos: Sarah Louisa, John Thomas, Fannie Quantrell, y Archie Peyton Samuel. Zerelda y Samuel adquirieron un total de siete esclavos y lo utilizaron como agricultores de una plantación de tabaco.

### Contexto histórico

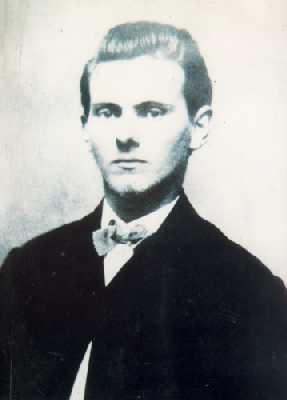
Jesse James de joven.

La proximidad de la guerra civil estadounidense pronto ensombreció la vida de los James. Misuri fue un estado fronterizo durante la guerra de Secesión entre el Norte y el Sur de los Estados Unidos, aunque el 75 % de la población fuera del sur o de otros estados. El condado contó con un incremento de la esclavitud; en Misuri, los esclavos contaban con solamente el 10 % de la población, pero en el condado de Clay constituían el 25 %.
Tras la firma de la ley de Kansas-Nebraska en 1854, el condado de Clay se convirtió en un escenario confuso, donde la esclavitud se extendió hasta el territorio de Kansas, formándose escenarios violentos, como el denominado Bleeding Kansas.
Desatada la guerra, Jesse James y su hermano Frank se unieron en 1862 a la guerrilla sudista de William C. Quantrill. La guerra civil devastó Misuri y fue determinante en la vida posterior de Jesse James.

### Guerra civil estadounidense

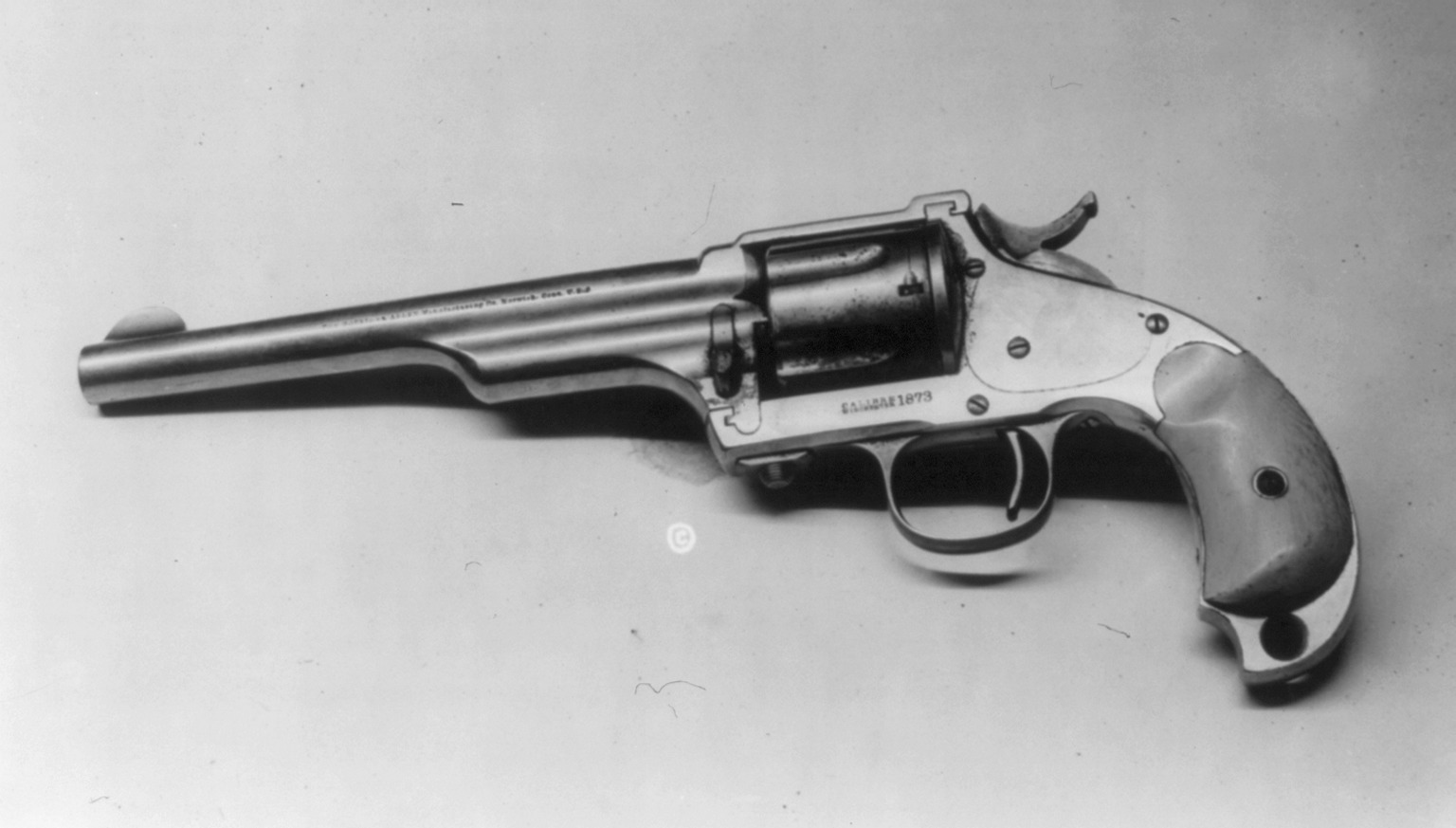
Revólver Hopkins & Allen modelo 1873 calibre .44 de Jesse James.

Acabada la guerra civil estadounidense, James se rindió a los soldados de la Unión, pero retomó las armas (1866). La Banda James-Younger, formada por él, su hermano Frank, los tres hermanos Younger (Cole, Jim y Bob) y los Miller (Clell y Ed), adquirió notoriedad por la audacia de sus asaltos a bancos y a trenes. Desde la formación de la banda, Jesse James asumió el rol de jefe del grupo. La banda pronto se hizo muy conocida en Estados Unidos. Hasta tal punto llegó su fama que el gobierno estadounidense llegó a contratar una agencia de detectives, la Agencia Pinkerton, con el único fin de capturarlos. En 1875, varios hombres de Pinkerton tiraron una bomba en su casa, pero no estaban ahí Jesse ni su hermano Frank: la explosión mató a su medio hermano de 8 años e hirió gravemente a su madre, que perdió un brazo. El suceso aumentó su popularidad.
Un año después del incidente de la bomba, la banda protagonizó un ataque durísimo contra Northfield, otro pequeño pueblo del Lejano Oeste, habitado por descendientes de inmigrantes suecos. Pero las cosas no salieron bien para los forajidos, que fueron repelidos a tiros por la población. La banda no pudo recuperarse del golpe, pues, salvo Jesse y Frank (que lograron huir a Nashville, Tennessee), todos murieron o fueron apresados por las autoridades y enviados a presidio. Jesse y su hermano formaron una nueva banda, la James Band, mientras su cabeza era tasada en 10 000 dólares.
El 24 de abril de 1874 se había casado con su prima Zerelda Mimms y tuvieron cuatro hijos: Jesse Edward James (1875), futuro abogado, los gemelos Gould y Montgomery (1878), que murieron pronto, y Mary Susan James (1879; de casada, Barr).
El 15 de julio de 1881 realizó uno de sus últimos golpes junto a la banda, en el denominado asalto al tren de Winston, donde asesinó a William Westfall, conductor del tren, debido a que suponía que estuvo implicado en la explosión en la casa de su madre, que le costó el brazo a ella y la vida a su medio hermano Archie James, de tan solo 8 años de edad.

### Asesinato
Finalmente, el 3 de abril de 1882, Jesse James fue asesinado en su casa de un tiro por la espalda a manos de Robert Ford, un miembro de su banda, quien junto a su hermano Charlie había pactado con el gobernador el cobro de la recompensa a cambio de entregar o matar al conocido forajido. En su tumba se puede leer: 

En memoria de mi hijo amado, asesinado por un traidor y un cobarde cuyo nombre no merece figurar aquí.

## Cultura popular

### Cine
| Año  | Título | Jesse James        | Frank James    |
| ---- | --- | ------------------ | -------------- |
| 1908 | Los James en Misuri | Gilber M.Brocho    | Billy Anderson |
| 1921 | Jesse James el forajido dirigido por Franklin B.Coastres                                                                             | Jesse James, Jr.   |                |
| 1921 | Jesse James bajo la bandera negra | Jesse James, Jr.   |                |
| 1927 | Jesse James dirigido por Lloyd Ingraham                                                                                              | Fred Thompson      | James Pierce   |
| 1939 | Los días de Jesse James dirigido por Joseph Kane                                                                                     | Don Red Barry      | Harry Worth    |
| 1939 | Tierra de audaces dirigido por Henry King                                                                                            | Tyrone Power       | Henry Fonda    |
| 1940 | La venganza de Frank James dirigido por Fritz Lang                                                                                   |                    | Henry Fonda    |
| 1941 | Jesse James en Bay dirigido por Joseph Kane                                                                                          | Roy Rogers         |                |
| 1941 | Bandidos de Misuri dirigido por Ray Enright                                                                                          | Alan Baxter        |                |
| 1943 | El hombre de Kansas dirigido por George Archibaud                                                                                    | George Archibaud   |                |
| 1946 | Territorio de forajidos dirigido por Tim Welham                                                                                      | Laurence Tierney   | Tom Tyler      |
| 1947 | Jesse James cabalga de nuevo dirigido por Fredd C.Brannon                                                                            | Thomas Carr        |                |
| 1948 | Aventuras de Frank y Jesse James (TV) dirigido por Fredd C.Brannon y Yakima Cannut                                                   | Clyton Moore       | Steve Darrell  |
| 1949 | Balas vengadoras dirigido por Samuell Fuller                                                                                         | Reed Hadley        | Tom Tyler      |
| 1949 | Hombres que luchan en la pradera dirigido por Edward L.Marin                                                                         | Dale Robertson     |                |
| 1949 | Los hermanos James de Missouri dirigido por Fredd C.Brannon                                                                          | Keith Richards     | Robert Byce    |
| 1949 | El último hombre del Valle dirigido por Edward L.Marin                                                                               | Dale Robertson     |                |
| 1950 | Jinetes de Kansas dirigido por Ray Enright                                                                                           | Audie Murphy       |                |
| 1951 | Pistolas de Misuri dirigido por Gordon Douglas                                                                                       | Wendel Carey       | McDonald Carey |
| 1951 | El retorno de Jesse James dirigido por Arthur Hilton                                                                                 | John Ireland       | Reed Hadley    |
| 1953 | El gran golpe de Jesse James dirigido por Reginald Le Borg                                                                           | Willard Parker     |                |
| 1954 | Las mujeres de Jesse James dirigido por Don Red Barry                                                                                | Don Red Barry      | Jack Buetel    |
| 1954 | Jesse James contra los Dalton dirigido por William Castle                                                                            |                    |                |
| 1957 | Cruzando los caminos del diablo dirigido por Franklin Adreon                                                                         | Henry Brandon      | Douglas Kenedy |
| 1957 | Desfiladero del infierno dirigido por Frankklin Adreib                                                                               | Henry Brandon      | Douglas Kenedy |
| 1957 | La verdadera historia de Jesse James dirigido por Nicholas Ray                                                                       | Robert Wagner      | Jeffrey Hunter |
| 1959 | Alias Jesse James dirigido por Leo Z.McLeand                                                                                         | Wendel Corey       | Jim Davis      |
| 1960 | El joven Jesse James dirigido por William F.Claxton                                                                                  | Ray Stricklin      | Robert Dix     |
| 1965 | La leyenda de Jesse James (TV) dirigido por Christopher Jones                                                                        | Allan Case         |                |
| 1966 | Jesse James conoce a la hija de Frankenstein dirigido por William Beaudine                                                           | John Lupton        |                |
| 1969 | Tiempos para matar dirigido por Budd Boetticher                                                                                      | Audie Murphy       |                |
| 1972 | Sin ley ni esperanza dirigido por Philiph Kaufman                                                                                    | Robert Duvall      | John Pearce    |
| 1980 | Forajidos de leyenda dirigido por Walter Hill                                                                                        | James Keach        | Stacy Keach    |
| 1986 | Los últimos días de Frank y Jesse James (TV) dirigido por William A.Graham                                                           | Kris Kristofferson | Johnny Cash    |
| 1994 | Frankie y Jesse dirigido por Robert Boris                                                                                            | Rob Lowe           | Bill Paxton    |
| 2001 | Forajidos americanos dirigido por Les Mansfield                                                                                      | Colin Farrell      | Gabriel Macht  |
| 2007 | El asesinato de Jesse James por el cobarde Robert Ford dirigido por Andrew Dominik                                                   | Brad Pitt          | Sam Shepard    |
| 2016 | Timeless T1; Episodio 12 El Asesinato de Jesee James                                                                                 |                    |                |
| 2019 | The West. En los episodios del 5 al 8 se retrata la vida criminal de James en esta serie del canal de streaming en Internet Netflix. |                    |                |

### Videojuegos
Jesse James aparece como antagonista en el videojuego western Call of Juarez: Gunslinger, quien se enfrenta a Silas Greaves, un cazarrecompensas. Aunque Silas Greaves lo hiere en un duelo, comenta que fue asesinado por Robert Ford.
Aparece también, como protagonista, en el videojuego western de Ubisoft para PlayStation "Gunfighter", junto a Cole Younger y Zerelda Mimms.

### Música
En 1989 la cantante estadounidense Cher publicó la canción Just Like Jesse James como parte de su álbum Heart of Stone, en honor al legendario bandolero.
En 1995, el dúo Ocarina, lanzó la canción “La complainte de Jesse James” en su álbum Songs for Baby Jane. En 2007 se lanzó la banda sonora El asesinato de Jesse James por el cobarde Robert Ford, interpretado por Nick Cave y Warren Ellis, de la cual la canción Song for Jesse también fue parte de la banda sonora de la serie Peaky Blinders. Además, Bob Dylan lo menciona en su canción "Outlaw Blues" del famoso disco "Bringing it all back Home" diciendo "I might look like Robert Ford but I feel like a Jesse James"